# Gaetano Pesce
Pour les articles homonymes, voir Pesce.
Gaetano Pesce, né le 8 novembre 1939 à La Spezia en Ligurie et mort le 3 avril 2024 à New York (État de New York), est un architecte italien, peintre, designer, sculpteur et philosophe.
Il a travaillé sur plusieurs projets à travers le monde, tel qu'en Asie, en Amérique ou en Europe. Ses oeuvres, hautes en couleur et en formes excentriques, sont créées à partir de matériaux inusités et transmettent l'émotion.

## Biographie
Gaetano Pesce est élevé par sa mère, une pianiste. Son père décède lors de la Seconde Guerre mondiale, en servant pour la marine italienne. C'est l'art et la musique qui aida la famille à surmonter cette épreuve.
Entre 1958 et 1963, Gaetano Pesce étudie l'architecture à l'Université de Venise,. Accompagné de huit autres étudiants, il fait partie du groupe N, qui effectue des recherches dans les domaines de l'art programmé et des communications visuelles. Pesce fréquentera aussi l'Institut de dessin industriel, une école expérimentale.

### Carrière en design

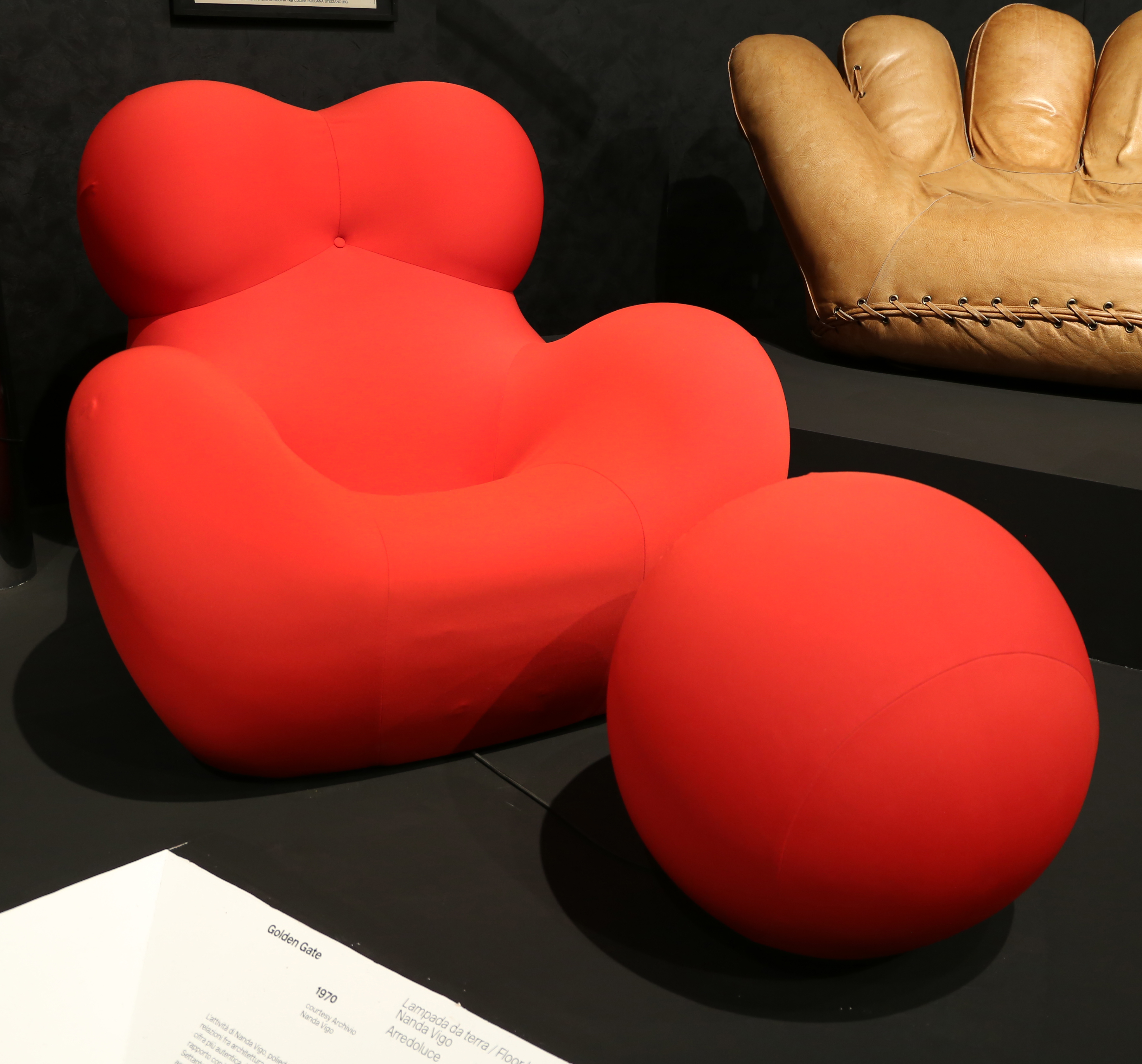
UP5 et UP6, Donna ou La Mamma, série de fauteuils inspirés par les formes féminines.

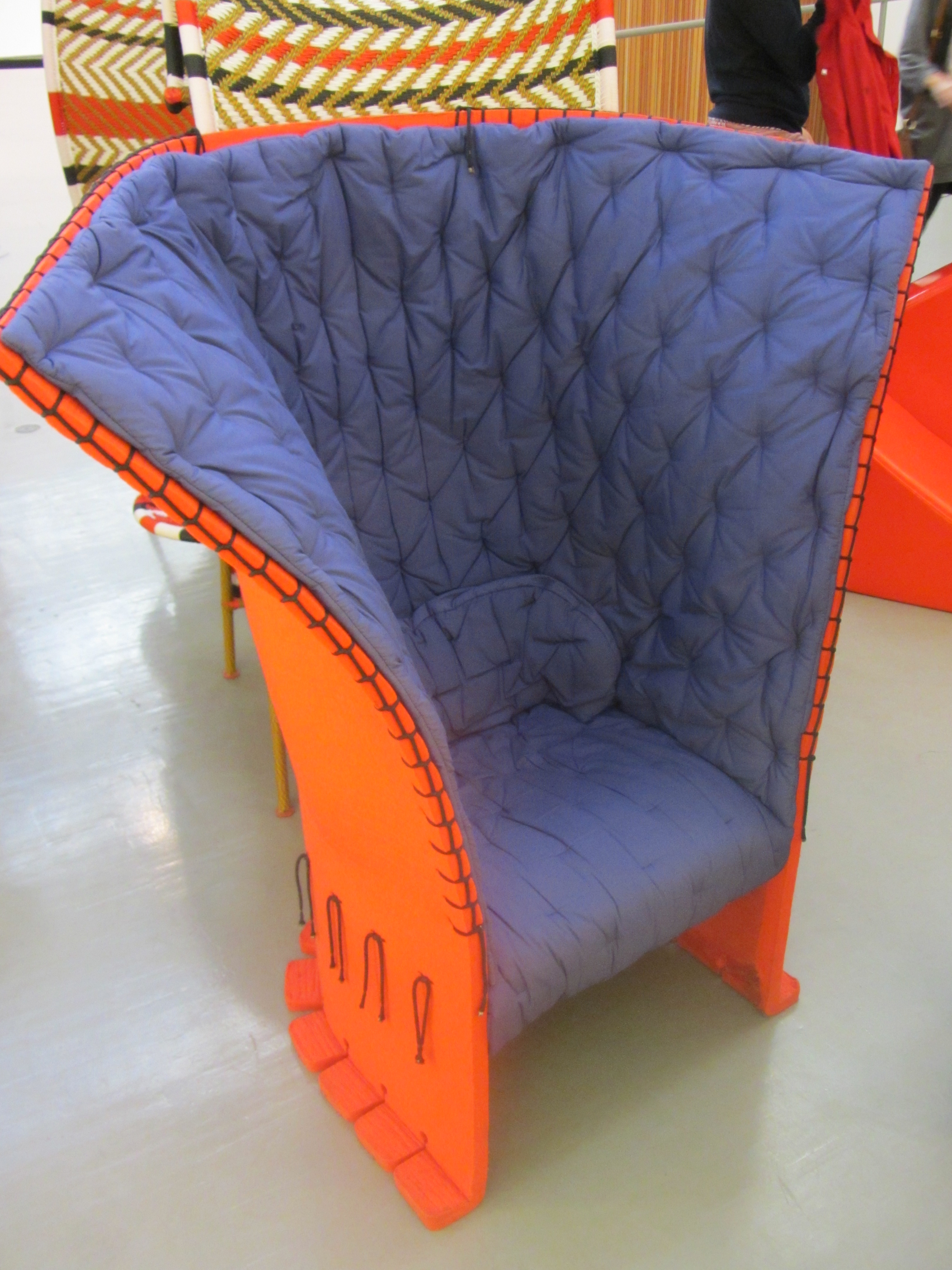
I Feltri, crée pour Cassina en 1987.

Gaetano Pesce fonde en 1962 son agence de design à Padoue. C'est grâce à son exposition qu'il connaît son succès en tant que designer.
En 1964, Gaetano Pesce rencontre Cesare Cassina, cofondateur de la société Cassina, une manufacture de meubles italienne. Cesare Cassina offre l'occasion à Pesce de concrétiser ses idées. C'est en travaillant avec Cassina que Pesce apprend à mettre sa créativité artistique au service de la production industrielle.
En 1969, il crée l'une de ses œuvres les plus importantes « UP5 et UP6 » appelée aussi « La Mamma », une série de fauteuils inspirés par le corps des femmes. Cette œuvre correspond à l'esprit du Pop art et renvoie à ses préférences pour les formes anthropomorphes.
En 1970, il crée la lampe « Moloch Floor » qui est devenue révolutionnaire dans la domaine de l'éclairage à cause de sa taille immense.
En 1971, Gaetano Pesce décide de coopérer avec la société du groupe Cassina nommé BracciodiFerro pour pouvoir faciliter la fabrication d’objets d'avant-garde.
En 1972, il présente une suggestion d’habitation lors de « Italy : The New Domestic Landscape » qui est une exposition qui a lieu à New York.
En 1975, il crée un fauteuil pour Cassina nommé « Sit Down ». Il utilise le polyuréthane, qui réagit aux facteurs environnementaux, tels que la pression atmosphérique, l'humidité et la température, tout comme les humains.
En 1983, il décide de s'établir à New York pour pouvoir y demeurer et travailler sur ces œuvres et projets qui sont affichés dans les plus grandes galeries et musées dans le monde, après avoir longtemps vécu à Paris.
En 1986, il crée le fauteuil « I Feltri » ; lancé en 1987, ce fauteuil se trouve encore au cœur de la tendance, entièrement élaboré en feutre de laine épais, renforcé par de la résine thermo-durcissante, et fixé à l’aide de ficelles de chanvre. Au-dessus, une housse matelassée intégrant une ouate de polyester permet à  l'utilisateur de se retrouver dans un véritable cocon, évoquant à la fois la surprise et l’intimité. En 1993, il est présenté lors de l’exposition Design, miroir du siècle à Paris, et constitue un objet figure principale illustrant l'anti-design.
En 1997, le musée des Beaux-Arts de Lille (France) engage Gaetano Pesce pour la création de deux immenses lustres en verre coloré pour sa réouverture.
En 2012, il crée une série de six tables nommée « Six Tables on Water » en édition limitée. Ces tables sont faites de résine coulée pour pouvoir représenter la texture et l’importance de celle-ci dans une œuvre d’art. Ces tables sont assez déviationnistes, marquées par leurs détails, une des six tables va être exposée dans la galerie de design britannique David Gill.
Les œuvres de Pesce sont exposées dans plusieurs grands musées, tels que le musée d'Art Métropolitain à New York, le Centre Georges Pompidou à Paris, le Musée Victoria et Albert de Londres et le musée des Arts Décoratifs du Louvre à Paris.

### Architecture

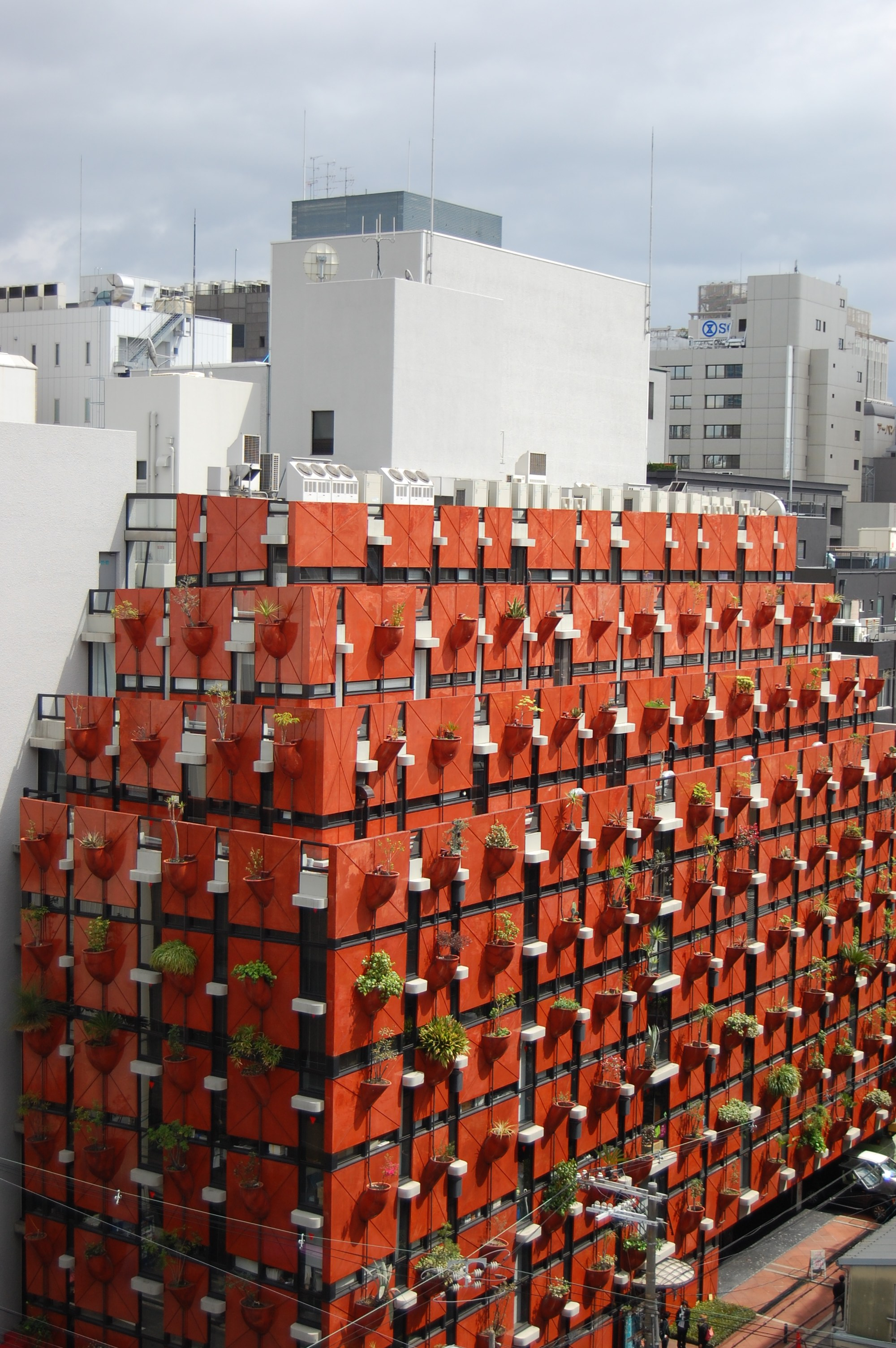
LOrganic building (1993) à Osaka.

Il participe en 1972 à l'exposition « Italy: The New Domestic Landscape » à New York, où il présente une proposition d'habitation.
L’œuvre architecturale la plus connue de Gaetano Pesce est l'Organic building réalisée en 1993 à Osaka. Il s'agit d'un immeuble  aux façades recouvertes d'un jardin vertical.

## Inspiration et style
Gaetano Pesce ne se rattache pas à un style ou mouvement particulier. Il s'inspire de son environnement et de ses expériences personnelles pour créer ses œuvres. Il met de l'avant une approche novatrice en joignant dans ses oeuvres l'émotion et la fonction tout en utilisant des matériaux diversifiés. En effet, il explore des matériaux très peu utilisés dans le monde du design, tels que la fibre de verre, le polychlorure de vinyle, le polyuréthane et la résine.

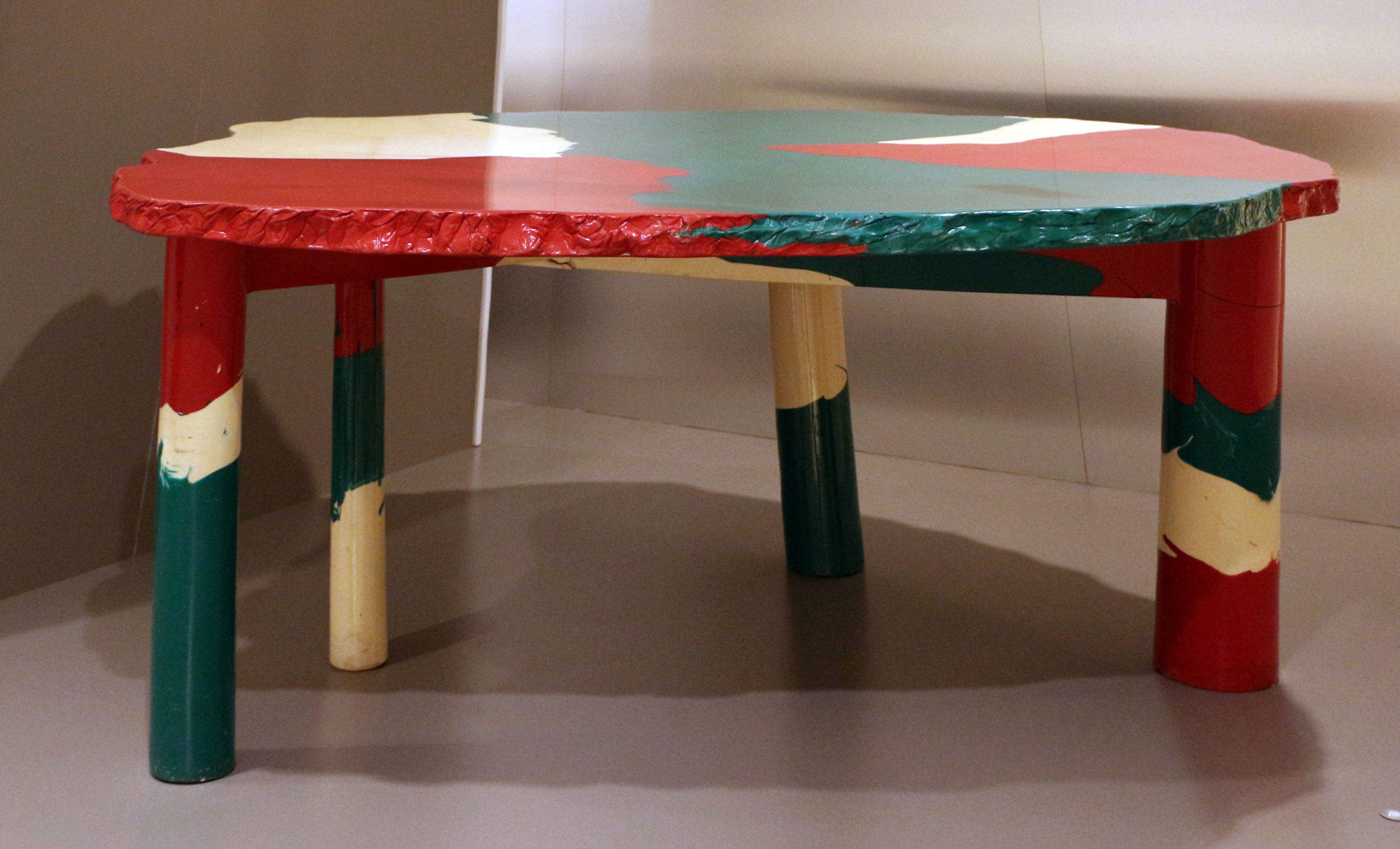
Table de la série Sansone 1 (1980) pour Cassina.

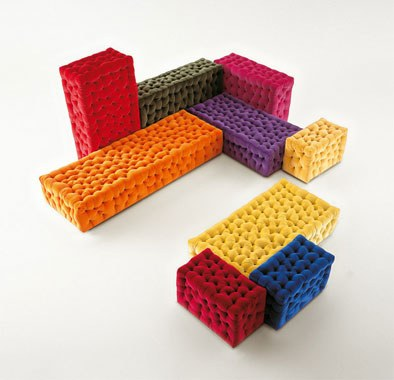
La Sfornata and Michetta Collections, 2005, (œuvre inspirée du célèbre petit pain milanais).

Tout au long de sa carrière, Gaetano Pesce s'oppose à la perfection industrielle et au modernisme, laissant une place au hasard. C'est pour cette raison qu'il crée, à la fin des années 1960, les séries différenciées. Ces séries consistent à produire des objets artisanaux similaires mais différents, tels que des tables et des chaises, étant impossibles à reproduire identiquement. Il laisse aussi les artisans prendre part à ses créations, ce qui va à l'encontre des séries industrielles, où les défauts sont considérés comme inesthétiques. Par exemple, pour les séries de tables Sansone I (1980) et Sansone II (1987) de Pesce, il inclut la créativité des artisans en les laissant tracer des formes sur les tables, ce qui produit des œuvres uniques et non reproductibles. En 2002, il crée une nouvelle série différenciée de meubles nommée « Nobody's Perfect ». Il inclut encore une fois les artisans en les faisant signer les objets de la série.
Gaetano Pesce passe également des messages au travers des objets qu'il design en évoquant des enjeux sociaux. Il exprime, entre autres, son engagement en faveur de l'émancipation des femmes. Par exemple, plusieurs fauteuils rayés UP5 et UP6 sont exposés au musée Novecento, Florence. Les fauteuils UP5 sont attachés aux reposes-pieds UP6, tels des prisonniers enchainés à leur boulet.En représentant de fortes hanches et un forte poitrine, Pesce met de l'avant une métaphore de la condition féminine et expose leur aliénation.
Les influences principales de Gaetano Pesce sont basées sur Michel-Ange et Léonard de Vinci, cela lui a permis d’avoir une vision différente sur l’art. Il se base sur la découverte et l’intrigue pour faire ses œuvres d’art, qui vont différer des normes orthodoxes de l’époque.

## Œuvres
- 1969 Serie UP, série de sept assises pour B&B Italia (it).
- 1971 Moloch, lampe pour BraccioDiFerro (société du groupe Cassina)
- 1972 : Golgotha, chaise[4]
- 1980 Tramonto a New York divan pour Cassina
- 1980 Sansone, table pour Cassina
- 1980 Dalila I,II e III, chaises  pour Cassina
- 1987 I Feltri fauteuil pour Cassina
- 1987 Cannaregio, série de dix sièges Cassina
- 1995 Vase Domus Caffe Florian, vase pour le Caffe Florian
- 1997 : inauguration des deux lustres pour le Palais des beaux-arts de Lille[17]
- 2005 La Michetta, divan pour Meritalia
- 2010 Sessantuna, série de soixante une tables en résine célébrant l'unité italienne pour Cassina[12]
- 2010 L'Abbraccio, collection réalisée pour  Le Fablier en bois et résine[18]
- 2011 Vase à Jambe Rouge, vase fait de résine de couleur orange et rouge
- 2013 Lampe fantôme, lampe fait de papier et de résine
- 2016 Lampe Portrait, lampe en forme de visage fait d’aluminium et de papier
- 2020 Lampe 16 braccia, chandelier fait de résine
- 2021 Personne n'est parfait, chaise en résine polyuréthane de couleur orange
- 2021 Chaise Pratt noire, chaise en résine polyuréthane [19]

## Publication
- Gaetano Pesce, Gaetano Pesce. Réinventer le monde sensible , Paris, Éditions Buchet/Chastel, 2017, 168 p. (ISBN 978-2-283-02829-2, présentation en ligne).